# Бермерен
Бермерен (фр. Bermerain) насеље је и општина у североисточној Француској у региону Север-Па д Кале, у департману Север која припада префектури Камбре.
По подацима из 2011. године у општини је живело 649 становника, а густина насељености је износила 97,45 становника/km². Општина се простире на површини од 6,66 km². Налази се на средњој надморској висини од 104 метара (максималној 107 m, а минималној 47 m).

## Демографија
| 1962. | 1968. | 1975. | 1982. | 1990. | 1999. | 2011. |
| ----- | ----- | ----- | ----- | ----- | ----- | ----- |
| 669   | 697   | 664   | 707   | 693   | 710   | 649   |

График промене броја становника у току последњих година